# Suicidio de Katelyn Nicole Davis
Katelyn Nicole Davis (Rome, 20 de febrero de 2004 - Cedartown, 30 de diciembre de 2016), conocida en línea por el nombre de usuario ITZ Dolly, fue una niña estadounidense de doce años que se quitó la vida. Se ahorcó de un árbol en su patio trasero mientras hacía una transmisión en vivo en Live.me. El video se compartió en las redes sociales, especialmente en Facebook. La difusión de estos videos trajo apoyo en línea y atención a los problemas de las causas y la prevención de los suicidios, el abuso infantil, la intimidación y el uso apropiado de las redes sociales.
Davis era una bloguera activa en varios sitios de redes sociales y grabó docenas de videos en el último mes de su vida. Los videos detallaban las experiencias de su vida, llevándola al día de su muerte. En varios videos, ella canta, comparte filosofía espiritual, o se preocupa por sus hermanos menores: Abbigail y AJ. En otros videos, ella discute con su madre, afirma actividad delictiva, se desmorona emocionalmente y afirma haber sido abandonada por su padre biológico además de ser abusada física y sexualmente por su padrastro. En uno de sus videos, mencionó que su padrastro la animó a suicidarse. Ella comentó: "Me dijo que debería ir a ahorcarme porque no valía nada." Las acusaciones de abuso llevaron a la policía del condado de Polk a abrir una investigación. Davis también dijo que había sido sufrido acoso en la escuela y que había sido víctima de catfishing por parte de alguien que se hacía pasar por el sexo opuesto en línea.
Davis se consideraba emo y luchó contra la depresión. Tuvo intentos de suicidio previos, más recientemente por sobredosis de fármacos, por lo que fue hospitalizada. También se automutiló, cortándose las muñecas y los muslos unos días antes de su muerte. Sin embargo, también buscó ayudar a otros a superar los problemas de autolesión y depresión.